# Szipolypoloska
A szipolypoloska (Aelia) a félfedelesszárnyúak (Hemiptera) rendjében a poloskák (Heteroptera) alrendjébe sorolt címerespoloska-alkatúak (Pentatomomorpha) öregcsalád névadó szipolypoloska-formák (Aeliini) nemzetség típusneme.
A fajok elkülönítése meglehetősen nehéz; számuk is erősen vitatott. Az ITIS rendszerében a nemben mindössze két faj szerepel:
- a közönséges szipolypoloska (Aelia acuminata, típusfaj) mellett
- az amerikai szipolypoloska (Aelia americana).

Az Észak-Dakota Állami Egyetemén kidolgozott rendszerben ezekhez további 23 faj csatlakozik:
- Aelia albovittata Fieber, 1868
- Aelia alticola Kiritshenko, 1914
- Aelia angusta Stehlík, 1976
- Aelia baluchistanensis Ahmad & Zaidi, 1988
- Aelia chinensis Rider & Rolston, 1995
- Aelia cognata Fieber, 1868
- Aelia contorta Kiritshenko, 1930
- Aelia cribrosa Fieber, 1868
- Aelia fieberi Scott, 1874
- Aelia frigida Kiritshenko, 1930
- Aelia furcula Fieber, 1868
- Aelia germari Küster, 1852
- Aelia granum Jakovlev, 1903
- Aelia klugii Hahn, 1833
- Aelia melanota Fieber, 1868
- Aelia notata Rey, 1887
- Aelia obtusa Fieber, 1868
- Aelia punctiventris Horváth, 1911
- csőrös szipolypoloska (Aelia rostrata) Boheman, 1852
- Aelia satunini Kiritshenko, 1930
- szibériai szipolypoloska (Aelia sibirica) Reuter, 1884
- szíriai szipolypoloska (Aelia syriaca) Horváth, 1903
- Aelia virgata (Herrich-Schäffer, 1841

azzal a megjegyzéssel, hogy Wagner (1960) a nemet négy fajcsoportra osztotta (4, csoportba nem sorolt fajjal).

## Származása, elterjedése
A 25 fajból 19 a palearktikumban él; közülük hazánkban 3 ismeretes:
- közönséges szipolypoloska (Aelia acuminata),
- Aelia klugii,
- csőrös szipolypoloska (Aelia rostrata).

## Megjelenése, felépítése
Az imágó teste sárga–világosbarna, ellipszis alakú,. Háta inkább lapos, hasa erősen domború. Az előháton és a pajzson fekete és fehér hosszanti hordák, illetve csíkok húzódnak végig. A háromszögletes fej hosszú, keskeny, ormányszerűen előrenyúló. Szeme golyószerű. A fejpajzsot a pofák mélyen közrefogják. Csápjai sárgák vagy barnák, a 2. csápíz nem éri el a fej hegyét. A hatszögletű előháton 1–3 borda alakult ki; ezek hátulsó szögletei kicsípettek. A coriumon a sugárér vajszínű, kérgesen megvastagodott. A pajzs nyelv alakú. Az üvegszerű membrán valamivel hosszabb a potrohnál; rajta 7 egyenes ér fut.

## Életmódja, élőhelye
Fűféléken él; kisebb területeken sokszor tömegesen lép fel.